# Sympatiske nervesystem
 Der er for få eller ingen kildehenvisninger i denne artikel, hvilket er et problem. Du kan hjælpe ved at angive troværdige kilder til de påstande, som fremføres i artiklen.

Det sympatiske nervesystem (i forkortet form SNS; også kaldet det adrenerge nervesystem eller sympaticus) danner sammen med det parasympatiske nervesystem det autonome nervesystem. Det sympatiske nervesystem gør det, forenklet set, muligt for kroppen at reagere hurtigt og målrettet på fare. 

## Funktion
SNS aktiverer hvad der ofte kaldes "kæmp eller flygt"-responsen. Denne respons er også kendt som den sympatetisk-adrenale kropsrespons, da visse sympatiske fibre, som ender i binyrerne (men også alle andre sympatiske fibre) udskiller acetylcholin, hvilket aktiverer udskillelsen af adrenalin og noradrenalin. Denne respons, der primært indvirker på det kardiovaskulære system er medieret gennem impulser sendt gennem det sympatiske nervesystem og indirekte gennem catecholaminer sekreteret fra binyrerne.

## Informationstransmission
Beskeder rejser gennem SNS i et bidirektionelt flow. Efferente beskeder kan udløse ændringer i mange forskellige dele af kroppen samtidig. SNS kan øge pulsen, udvide bronkierne, formindske tyktarmens peristaltik, trække blodkar sammen, øge peristaltik i spiserøret, forårsage pupiludvidelse, gåsehud og sved – samtidig. Afferente beskeder bærer følelser som varme, kulde og smerte.
Den første synapse i den sympatiske kæde medieres af nikotinære receptorer, som aktiveres af acetylcholin, hvor målsynapsen er medieret af adrenerge receptorer, som fysiologisk aktiveres af noradrenalin og adrenalin. En undtagelse er svedkirtler, som modtager sympatisk aktivering, men har muskarinære receptorer, som normalt er karakteristiske for det parasympatiske nervesystem. En anden undtagelse er visse dybe muskelblodkar, som har acetylcholinreceptorer, og som udvides (i stedet for sammentrækkes) når den sympatiske aktivitet øges.